# Вітовський район
Вітовський райо́н (до 1944 року — Миколаївський, у 1944—2016 роках — Жовтневий) — колишня адміністративно-територіальна одиниця Миколаївської області України. Розташовувався на півдні області. Районний центр — місто Миколаїв (у 1944—1972 роках — місто Жовтневе, котре увійшло до складу обласного центру). В районі знаходилося 44 населених пункти, Вітовська районна рада, 19 сільських рад та 2 селищні ради. 19 липня 2020 року район було ліквідовано внаслідок адміністративно-територіальної реформи.

## Географія
На сході він межував зі Снігурівським, на півночі — з Баштанським та Новоодеським, на заході — з Миколаївським та Очаківським районами Миколаївської області, на півдні — з Білозерським районом Херсонської області.
Західну частину району омивавали води Бузького лиману, північно-західною його частиною протікала річка Інгул. Центральна та південна частини району були густо змережені каналами Інгулецької зрошувальної системи, магістральний канал котрої ділив район практично навпіл.

### Об'єкти природно-заповідного фонду
- Ландшафтний заказник «Півострів Піщаний»
- Лісовий заказник «Мішково-Погорілове»
- Ботанічний заказник «Михайло-Ларинський»
- Ботанічна пам'ятка природи «Старогаліцинівська»
- Парк-пам'ятка садово-паркового мистецтва «Старий парк»

## Історія
Як адміністративно-територіальна одиниця утворений 7 березня 1923 року. Первісно мав назву — Миколаївський район з районним центром в округовому місті Миколаїв. 1930 року район ліквідовано.
Район змінював свої обриси, то збільшувався, вбираючи в себе населені пункти сусідніх районів Миколаївської та Херсонської областей, то зменшувався до своїх звичайних меж. 
У грудні 1938 р. район відновлений як Миколаївський.
12.09.1944 райцентр перенесений з Миколаєва в смт. Жовтневе і район отримав свою нову назву — Жовтневий. Районним центром стало село Богоявленське (до 1789 року — Вітовка), перейменоване 1939 року в село Жовтневе. Тож у 1944—2016 роках район називався Жовтневим; район був ліквідований у 1962 р. та відновлений у 1965 році.

## Економіка
У Вітовському районі працювали такі підприємства, як: ТОВ «Сандора», ДП «ЗАТ „Миколаївзернопродукт“», СГ ТОВ «Вікторія», ТОВ «СП Укрсоя», КП «Харчокомбінат», КП «Жовтневі ковбаси», КП «Жовтневий хліб», КП «Жовтневі ласощі», ТОВ «Сімекс» та ін.

## Транспорт
Районом проходили залізничні магістралі Миколаїв-Долинська, Миколаїв-Херсон, Миколаїв-Нова Каховка, Миколаїв-Одеса, автошляхи: Н11 (Миколаїв-Кривий Ріг), Миколаїв-Снігурівка, E58 (Ростов-на-Дону-Одеса-Рені). Район мав широку мережу внутрішньорайонних автошляхів з твердим покриттям. На території району розташовувалися 5 залізничних станцій, діяло 2 морських порти, всі села району пов'язувалися з районним і обласним центрами залізничним та автобусним сполученням.

## Населення
Розподіл населення за віком та статтю (2001):
| Стать | Всього | До 15 років | 15-24 | 25-44 | 45-64 | 65-85 | Понад 85 |
| --- | ------ | ----------- | ----- | ----- | ----- | ----- | -------- |
| Чоловіки | 26 026 | 5013        | 4286  | 8211  | 6256  | 2205  | 55       |
| Жінки | 28 735 | 4861        | 3933  | 7767  | 7527  | 4293  | 354      |
| \| Статево-вікова піраміда \| Статево-вікова піраміда \| Статево-вікова піраміда \| \| ----------------------- \| ----------------------- \| ----------------------- \| \| Чоловіки \| Вік \| Жінки \| \| 55 \| 85 + \| 354 \| \| 116 \| 80-84 \| 443 \| \| 361 \| 75-79 \| 947 \| \| 775 \| 70-74 \| 1475 \| \| 953 \| 65-69 \| 1428 \| \| 1736 \| 60-64 \| 2398 \| \| 1018 \| 55-59 \| 1394 \| \| 1582 \| 50-54 \| 1748 \| \| 1920 \| 45-49 \| 1987 \| \| 2240 \| 40-44 \| 2229 \| \| 2074 \| 35-39 \| 1956 \| \| 1931 \| 30-34 \| 1748 \| \| 1966 \| 25-29 \| 1834 \| \| 2036 \| 20-24 \| 1811 \| \| 2250 \| 15-20 \| 2122 \| \| 2170 \| 10-14 \| 2119 \| \| 1651 \| 5-9 \| 1648 \| \| 1192 \| 0-4 \| 1094 \| |        |             |       |       |       |       |          |
| Статево-вікова піраміда |        |             |       |       |       |       |          |
| Чоловіки | Вік    | Жінки       |       |       |       |       |          |
| 55 | 85 +   | 354         |       |       |       |       |          |
| 116 | 80-84  | 443         |       |       |       |       |          |
| 361 | 75-79  | 947         |       |       |       |       |          |
| 775 | 70-74  | 1475        |       |       |       |       |          |
| 953 | 65-69  | 1428        |       |       |       |       |          |
| 1736 | 60-64  | 2398        |       |       |       |       |          |
| 1018 | 55-59  | 1394        |       |       |       |       |          |
| 1582 | 50-54  | 1748        |       |       |       |       |          |
| 1920 | 45-49  | 1987        |       |       |       |       |          |
| 2240 | 40-44  | 2229        |       |       |       |       |          |
| 2074 | 35-39  | 1956        |       |       |       |       |          |
| 1931 | 30-34  | 1748        |       |       |       |       |          |
| 1966 | 25-29  | 1834        |       |       |       |       |          |
| 2036 | 20-24  | 1811        |       |       |       |       |          |
| 2250 | 15-20  | 2122        |       |       |       |       |          |
| 2170 | 10-14  | 2119        |       |       |       |       |          |
| 1651 | 5-9    | 1648        |       |       |       |       |          |
| 1192 | 0-4    | 1094        |       |       |       |       |          |

Національний склад населення за даними перепису 2001 року:
| Національність | Кількість осіб | Відсоток |
| -------------- | -------------- | -------- |
| українці       | 54763          | 85,14 %  |
| росіяни        | 5981           | 10,92 %  |
| білоруси       | 707            | 1,29 %   |
| молдовани      | 421            | 0,77 %   |
| корейці        | 273            | 0,50 %   |
| інші           | 757            | 1,38 %   |

Мовний склад населення за даними перепису 2001 року:
| Мова       | Кількість осіб | Відсоток |
| ---------- | -------------- | -------- |
| українська | 44088          | 80,51 %  |
| російська  | 9903           | 18,08 %  |
| молдовська | 224            | 0,41 %   |
| білоруська | 137            | 0,25 %   |
| вірменська | 127            | 0,23 %   |
| інші       | 284            | 0,52 %   |

Всього в районі проживало 52,6 тис. осіб (станом на 01.10.2006 р.), у тому числі чоловіків — 24,8 тис. осіб, жінок — 27,8 тис. осіб, кількість пенсіонерів — 14,5 тис. осіб (відсоток пенсіонерів від загальної кількості населення району становив 27,6 %), щільність проживання (на 1 кв. км) — 36 осіб. Працездатне населення — 32339 осіб (на 01.01.2006 р.). Населення дошкільного віку — 3247 особи (на 01.01.2006 р.), шкільного віку — 8067 осіб (на 01.01.2006 р.). Середній вік населення становив 38,4 років (на 01.01.2006 р.), у тому числі чоловіків — 35,8 років, а жінок — 40,8 років.
Кількість населення, зайнятого в усіх сферах економічної діяльності — 11289 штатних працівників (за січень-вересень 2006 р.), з них:
- у промисловості — 2547 осіб;
- у сільському господарстві — 2582 особи;
- у будівництві — 166 осіб.

## Освіта
Кількість дошкільних навчальних закладів — 31, в них дітей — 1150 чол; бюджетні дошкільні навчальні заклади — 30, відомчі дошкільні навчальні заклади — 1, позашкільні заклади освіти — 1, вечірня школа — 1, де навчалося — 440 учнів, денних загальноосвітніх шкіл — 39, навчалося — 610 учнів, шкіл І ступеня — 7, в них учнів — 73 чол., шкіл І-II ступенів — 9, в них учнів — 585 чол., шкіл I—III ступенів — 23, в них учнів — 5352 чол.
Організовано роботу: 3-х шкіл-комплексів «Школа — вищий навчальний заклад», 2-х комплексів «Школа — дошкільний навчальний заклад».

## Політика
25 травня 2014 року відбулися Президентські вибори України. У межах Вітовського району була створена 41 виборча дільниця. Явка на виборах складала — 48,93 % (проголосували 20 584 із 42 067 виборців). Найбільшу кількість голосів отримав Петро Порошенко — 47,66 % (9 810 виборців); Сергій Тігіпко — 13,91 % (2 863 виборців), Юлія Тимошенко — 8,54 % (1 757 виборців), Вадим Рабінович — 6,69 % (1 377 виборців), Олег Ляшко — 4,26 % (877 виборців). Решта кандидатів набрали меншу кількість голосів. Кількість недійсних або зіпсованих бюлетенів — 2,26 %.

## Пам'ятки
У Вітовському районі на обліку перебувало 7 пам'яток архітектури, 47 — історії та 3 — монументального мистецтва.

## Культура
Юшка по-миколаївськи, або вітовська юшка — це українська традиційна рідка страва, яку готують на Вітовщині. Відрізняється від інших способом приготування, способом подачі та наявністю у рецептурі особливого соусу — льока. Для цієї страви консервують рибу по-домашньому, додаючи томат, і варять юшку з томатним соком або томатною пастою і зі сметаною. Для гостроти додають соус: подрібнений часник, змішаний із сіллю і перцем. З ним подають картоплю і рибу.
До реєстру нематеріальної культурної спадщини Вітовщини потрапили чотири елементи, серед яких є вітовська юшка.
Існує одна легенда, за якою вітовську юшку вперше зварила вдова загиблого рибалки, товариші якого поділилися з нею тим, чого було не шкода, по інший, – юшку нашої місцевості винайшов доглядач маяка, якому забороняли смажити рибу, оскільки олія була паливом для світильника. Однак, також існує один з переказів, що пов’язує виникнення юшки саме в такому вигляді з голодними роками після Кримської війни. Річ у тім, що внаслідок поразки Росії у Кримській війні, за умовами капітуляції Росії було заборонено будувати кораблі у Миколаєві. Тому, тисячі робітників з адміралтейських поселень Богоявленська, Воскресенська, Калинівки, та Посада Покровського залишилися без роботи, а їхні родини без засобів існування.  Саме тоді уряд, побоюючись соціального вибуху почав роздавати земельні ділянки у степу колишнім працівникам судноверфі. Поки посіяне збіжжя дасть врожай, треба було якось виживати. Людей, котрі жили обголодь, виручила дешева риба – бичок. Винахідливі богоявленські господині придумали виймати з нього печінку та варити її саме в юшці. Такий спосіб приготування дозволяв зробити страву жирною, наваристою та ситною, а завдяки рибній печінці стимулювалися у населення цієї місцевості процеси кровотворення, підвищувався імунітет, швидко загоювалися рани та виразки.
Страва згадується у випуску Суспільне Миколаїв "Вітовські справи" від 29.01.2021. У програмі директорка Комунальної установи «Вітовський РОМЦ» Наталія Феник розповідає про популяризацію страви.
Відеофіксації нематеріальної культурної спадщини Вітовського району належать Радіопередачі Миколаївського обласного радіо (Зйомки 2020 року). Завдяки наполегливій праці Наталії Феник (голова експертної ради з питань нематеріальної культурної спадщини Вітовщині), Віктора Мних (краєзнавець, голова «Вітовського українського товариства»), Віктора Кас'яновського (краєзнавець, представник давнього рибальського роду), Юрія Ковальського (краєзнавець, екскурсоводу, власник музею на Сіверсовому маяці), ми можемо розглянути історію місцевості, історію деяких кулінарних прийомів, географію, продукти, доступні тутешньому населенню та секрети унікальної місцевої вітовської кухні.